# سبد جامايكي
السبد الجامايكي (الاسم العلمي: Siphonorhis americana)، المعروف أيضًا باسم البوراق الجامايكي أو البوراق الجامايكي الأصغر، هو نوع من طائر السبد من فصيلة السبدية. يعيش (أو عاش) في جامايكا ولم تتم رؤيته منذ عام 1860. لا يُعرف السبد الجامايكي إلا من خلال عدد قليل جدًا من العينات، تم جمع أحدثها في منتصف القرن التاسع عشر. يبلغ طوله من 23 إلى 25 سم (9.1 إلى 9.8 بوصة). وصُنف من قِبل الاتحاد الدولي لحفظ الطبيعة على أنه مهدد بالإنقراض بدرجة قصوى (وربما منقرض)، فيما صنفته لجنة الطيور العالمية على أنه منقرض بالفعل.